# Tweede divisie (mannenhandbal) 2012/13
De tweede divisie is de op twee na hoogste afdeling van het Nederlandse handbal bij de heren op landelijk niveau. In het seizoen 2012/2013 werd Unitas en MHV '81 kampioen en promoveerden naar de eerste divisie. Baarn, GOconnectIT/Fortissimo en DWS degradeerden naar de hoofdklasse.
Door de nieuwe inrichting van de handbalcompetities werd voortaan de naam tweede divisie gehanteerd voor het twee na hoogste afdeling van het Nederlandse handbal in plaats van de hoofdklasse.

## Opzet
- De twee kampioenen (uit elk der tweede divisies één) promoveren rechtstreeks naar de eerste divisie (mits er niet al een hogere ploeg van dezelfde vereniging in de eerste divisie speelt).
- De vier (gelijk aan het aantal hoofdklassen bij de heren) ploegen die als een-na-laatste (elfde) en laatste (twaalfde) eindigen (uit elk der tweede divisies twee) degraderen rechtstreeks naar de hoofdklasse.

## Tweede divisie A

### Teams
| Ploeg                  | Plaats     | Provincie     | Trainers             |
| ---------------------- | ---------- | ------------- | -------------------- |
| FIQAS/Aalsmeer 3       | Aalsmeer   | Noord-Holland | Erik Sligting        |
| Baarn                  | Baarn      | Utrecht       | Erk van den Heuvel   |
| CSV Handbal            | Castricum  | Noord-Holland | Johan van Huisstede  |
| E&O 2                  | Emmen      | Drenthe       | Frank van der Zanden |
| GOconnectIT/Fortissimo | Cothen     | Utrecht       |                      |
| Gemini (Z)             | Zoetermeer | Zuid-Holland  | Donald van Oosterzee |
| Havas                  | Almere     | Flevoland     | Mracel Post          |
| Hellas 2               | Den Haag   | Zuid-Holland  | Neso Saponjic        |
| Hercules 2             | Den Haag   | Zuid-Holland  | Kees Kooy            |
| JMS/Hurry Up 2         | Zwartemeer | Drenthe       | Lars Hoogeveen       |
| Reehorst               | Ede        | Gelderland    | Marco Meijeringh     |
| Unitas                 | Rolde      | Drenthe       | Frank Wesselink      |

### Stand
| Pos | Club                   | Wed | W  | G | V  | Ptn | DV  | DT  | +/−  | Opmerking                    |
| --- | ---------------------- | --- | -- | - | -- | --- | --- | --- | ---- | ---------------------------- |
| 1   | Unitas                 | 22  | 16 | 1 | 5  | 33  | 611 | 538 | +73  | Promotie naar eerste divisie |
| 2   | Havas                  | 22  | 15 | 0 | 7  | 30  | 646 | 527 | +119 |                              |
| 3   | FIQAS/Aalsmeer 3       | 22  | 14 | 1 | 7  | 29  | 577 | 485 | +92  |                              |
| 4   | E&O 2                  | 22  | 13 | 2 | 7  | 28  | 597 | 581 | +16  |                              |
| 5   | Gemini (Z)             | 22  | 13 | 0 | 9  | 26  | 630 | 558 | +72  |                              |
| 6   | Reehorst               | 22  | 12 | 2 | 8  | 26  | 600 | 565 | +35  |                              |
| 7   | Hercules 2             | 22  | 11 | 0 | 11 | 22  | 505 | 475 | +30  |                              |
| 8   | JMS/Hurry Up 2         | 21  | 9  | 0 | 12 | 18  | 551 | 597 | −46  |                              |
| 9   | CSV Handbal            | 22  | 9  | 0 | 13 | 18  | 582 | 573 | +9   |                              |
| 10  | Hellas 2               | 22  | 9  | 0 | 13 | 18  | 527 | 540 | −13  |                              |
| 11  | Baarn                  | 22  | 5  | 0 | 17 | 10  | 495 | 616 | −121 | Degradatie naar hoofdklasse  |
| 12  | GOconnectIT/Fortissimo | 21  | 2  | 0 | 19 | 2   | 437 | 703 | −266 | Degradatie naar hoofdklasse  |

1. ↑  GOconnectIT/Fortissimo heeft 2 punten in mindering gekregen

## Tweede divisie B

### Teams
| Ploeg          | Plaats    | Provincie     | Trainers         |
| -------------- | --------- | ------------- | ---------------- |
| Atomium '61    | Rotterdam | Zuid-Holland  | Giovanni Voskuil |
| BFC            | Beek      | Limburg       | Richard Curfs    |
| DWS            | Schiedam  | Zuid-Holland  |                  |
| Habo '95       | Boekel    | Noord-Holland | Jean Troquet     |
| Heerle         | Heerle    | Noord-Brabant | Rudi Ryckebosch  |
| SOS-Kwieksport | Den Haag  | Zuid-Holland  |                  |
| MHV '81        | Mill      | Noord-Brabant | Rik van Boxel    |
| PSV            | Eindhoven | Noord-Brabant | Damir Josipovic  |
| Sittardia      | Sittard   | Limburg       | Maurice Janssen  |
| V&L            | Geleen    | Limburg       | Paul Coenen      |
| Wings          | Den Haag  | Zuid-Holland  | Bart de Koning   |

### Stand
| Pos | Club           | Wed | W  | G | V  | Ptn | DV  | DT  | +/−  | Opmerking                    |
| --- | -------------- | --- | -- | - | -- | --- | --- | --- | ---- | ---------------------------- |
| 1   | MHV '81        | 20  | 15 | 2 | 3  | 32  | 525 | 422 | +103 | Promotie naar eerste divisie |
| 2   | PSV            | 20  | 12 | 1 | 7  | 25  | 493 | 460 | +33  |                              |
| 3   | Wings          | 19  | 11 | 2 | 7  | 24  | 565 | 512 | +53  |                              |
| 4   | Sittardia      | 19  | 11 | 2 | 6  | 22  | 542 | 515 | +27  |                              |
| 5   | Atomium '61    | 20  | 10 | 2 | 7  | 22  | 548 | 532 | +16  |                              |
| 6   | Habo '95       | 20  | 9  | 2 | 9  | 20  | 549 | 538 | +11  |                              |
| 7   | BFC            | 20  | 6  | 4 | 10 | 16  | 509 | 542 | −33  |                              |
| 8   | V&L            | 20  | 6  | 3 | 11 | 15  | 481 | 522 | −41  |                              |
| 9   | SOS-Kwieksport | 20  | 6  | 2 | 12 | 14  | 469 | 543 | −74  |                              |
| 10  | Heerle         | 20  | 4  | 5 | 11 | 13  | 497 | 536 | −39  |                              |
| 11  | DWS            | 20  | 6  | 1 | 13 | 13  | 532 | 588 | −56  | Degradatie naar hoofdklasse  |

1. ↑  Sittardia heeft 2 punten in mindering gekregen